# Harmony (Maine)
Pour les articles homonymes, voir Harmony.
Harmony est une ville américaine située dans le comté de Somerset dans l’État du Maine. En 2010, sa population était de 939 habitants. La ville est située à 4 km au nord du Lac Great Moose.

## Source de la traduction
- (en) Cet article est partiellement ou en totalité issu de l’article de Wikipédia en anglais intitulé « Harmony, Maine » (voir la liste des auteurs).
- Notices d'autorité :   - VIAF
  - LCCN
  - Israël
  - WorldCat
- Ressource relative à la géographie :   - Geographic Names Information System